# Пакистано-узбекистанские отношения
Пакистано-узбекистанские отношения — двусторонние дипломатические отношения между Пакистаном и Узбекистаном.
Страны являются членами ШОС.

## История
20 декабря 1991 года Пакистан признал независимость Узбекистана, став одной из первых стран мира. 10 мая 1992 года государства установили официальные дипломатические отношения. На протяжении 1990-х годов пакистано-узбекистанские отношения ухудшались. Исламабад и Ташкент поддерживали разные группировки боевиков в Афганистане. Затем оба государства присоединились к Войне против терроризма и поддержали новое афганское правительство. Узбекистан уделял внимание развитию экономических отношений с Пакистаном, в частности к развитию гидроэнергетики и строительству газопроводов. Затем, страны стали сотрудничать в рамках Организации экономического сотрудничества после присоединения Узбекистана в ноябре 1992 года. В феврале 1993 года на саммите Организации экономического сотрудничества в Кветте был объявлен амбициозный план по созданию нового регионального экономического блока среди членов ОЭС к 2000 году. План предусматривал расширение связей во всех секторах экономики, в образовании и в туризме; создание эффективной транспортной инфраструктуры; и в конечном итоге должен был установить безвизовый режим между странами-участницами, а также ввести отменить антидемпинговые меры. Также обсуждалась постройка новых нефте- и газопроводов, линий электропередач между странами, однако свои коррективы в реализацию этих перспективных планов внесла Гражданская война в Афганистане.
25 января 2001 года правительства обеих стран подписали соглашение об экстрадиции. 6 марта 2005 года Первез Мушарраф и президент Узбекистана Ислам Каримов провели переговоры в Ташкенте, главной проблемой в отношениях двух стран являются узбекистанские боевики в мятежном пакистанском регионе Вазиристане. В Вазиристане скрывается Тахир Юлдаш, радикальный узбекский боевик разыскиваемый Узбекистаном. Первез Мушарраф заявил: «Мы знаем, что в Пакистане находятся узбекские террористы в племенной области и я заверил президента Каримова, что Пакистан не позволит любым террористам из Узбекистана выступать против наших национальных интересов». Ислам Каримов отметил, что «правительство Мушаррафа показывает реальную храбрость в войне против боевиков».
В декабре 2016 года премьер-министр Пакистана Наваз Шариф сделал официальное приглашение Узбекистану по присоединению к Китайско-пакистанскому экономическому коридору. В мае 2017 года правительства обеих стран отметили 25 лет со дня установления официальных дипломатических отношений. В феврале 2018 года министр иностранных дел Узбекистана Абдулазиз Хафизович Камилов на встрече со своим пакистанским коллегой Хаваджой Мухаммадом Асифом сделал заявление, что его страна восхищается профессионализмом вооружённых сил Пакистана и их самоотверженности в Войне с терроризмом.

## Торговые отношения
В 2005 году лидеры стран на переговорах обсудили торговлю. При восстановлении мира в Афганистане, Пакистан и Узбекистан планируют построить торговые пути по всей стране, давая Пакистану возможность вступления на рынки Центральной Азии, а Узбекистану доступ к портам Индийского океана. Лидеры двух стран на встрече подписали ряд двусторонних торговых соглашений. В 2010 году Узбекистан поставил товаров в Пакистан на сумму 10 млн. долларов США, а в 2011 году узбекистанский экспорт в эту страну составил сумму 14 млн. долларов США. В 2016 году объём товарооборота между странами составил сумму 36 млн. долларов США.

## Посольства
У Пакистана есть посольство в Ташкенте, а Узбекистан имеет посольство в Исламабаде.

### Послы Узбекистана в Пакистане
- 2004-2005 — Салихбаев, Анвар Саидович
- 2011-2015 — Алиев, Парвиз Мириевич
- 2015-2020 — Сидиков, Фуркат Ахмедович
- С 2020 года — Усманов, Айбек Арифбекович